# Костюнино (Дмитровський міський округ)
Костю́нино (рос. Костюнино) — присілок у складі Дмитровського міського округу Московської області, Росія.

## Населення
Населення — 1 особа (2010; 1 у 2002).
Національний склад (станом на 2002 рік):
- росіяни — 100 %